# Chelonus subsulcatus
Chelonus subsulcatus är en stekelart som beskrevs av Herrich-Schäffer 1838. Chelonus subsulcatus ingår i släktet Chelonus och familjen bracksteklar. Inga underarter finns listade i Catalogue of Life.